# Mamadou Diabate

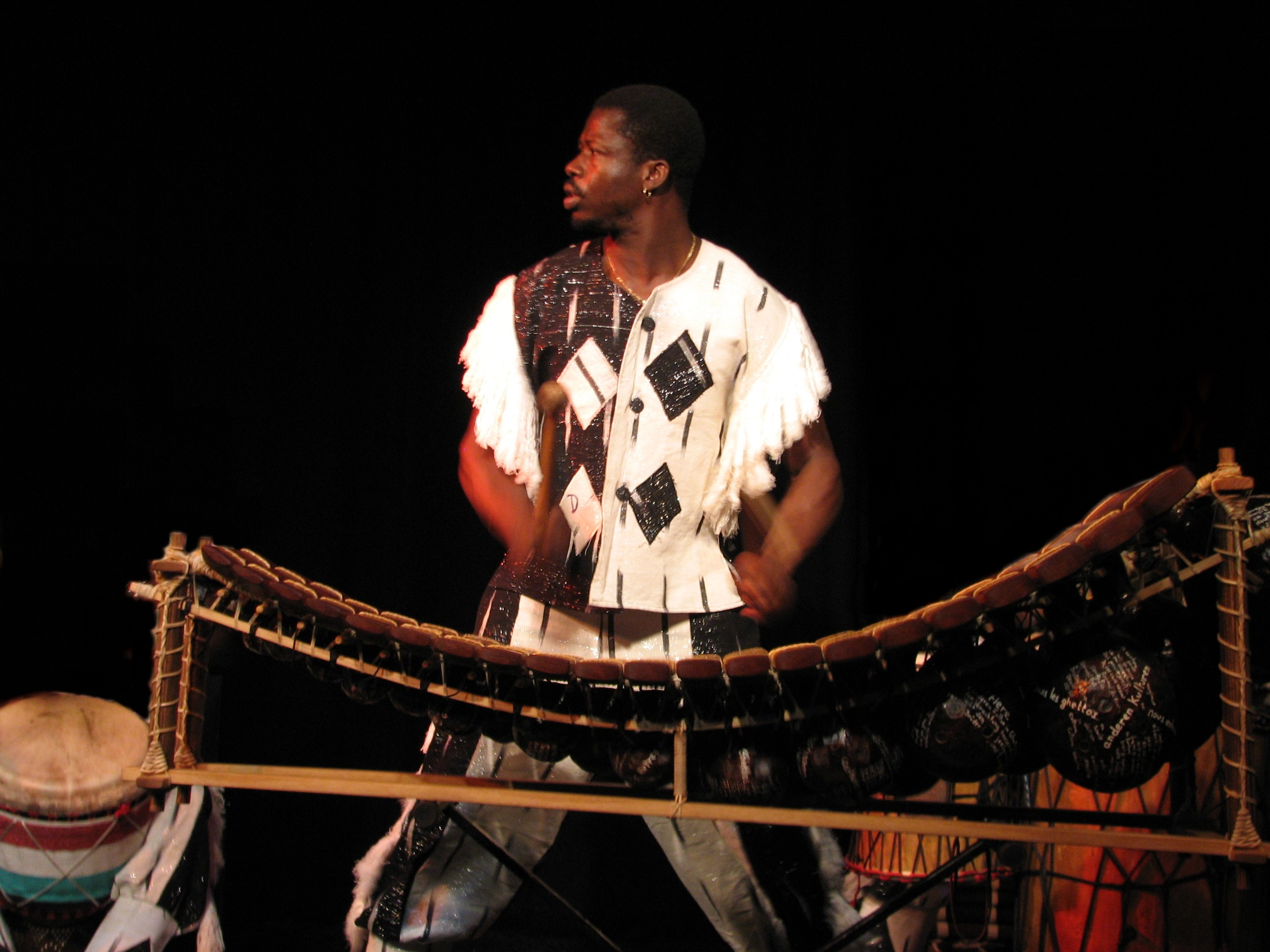
Mamadou Diabate mit seinem Konzertbalafon

Mamadou Diabate (* 31. Dezember 1973 in Torosso, Provinz Houet, Burkina Faso) ist ein burkinischer Musiker und Komponist. Sein Hauptinstrument ist das Balafon (ein westafrikanisches Xylophon).

## Leben
Mamadou Diabate stammt aus einer traditionellen Musikerfamilie der Sambla in Burkina Faso (Westafrika). Im Alter von fünf Jahren erhielt er Musikunterricht bei seinem Vater Penegue Diabate, der in seiner Zeit weit über die Grenzen der Sambla-Kultur als Balafonspieler bekannt war. Mit acht Jahren begann er seine Ausbildung bei bekannten Balafonisten benachbarter Völker wie z. B. Daouda Diabate († 2018).
Seit 2000 lebt er in Wien. Er ist Gründer und Leiter der seit 2006 bestehenden Gruppe „Percussion Mania“. Er ist außerdem Gründer und Obmann des gemeinnützigen Vereins Sababu, der seit 2010 in Sababu in Bobo-Dioulasso (Burkina Faso) eine Volksschule betreibt. Seit 2016 ist er an einem sprachwissenschaftlichen Projekt von Laura McPherson am Dartmouth College (USA) beteiligt.
Er trat weltweit bei bekannten Festivals auf wie u. a. beim Rudolstadt-Festival, den Salzburger Festspielen, WOMAD, Glatt-&-Verkehrt-Festival und Africa Festival. Außerdem veröffentlichte er zahlreiche Alben.

## Preise und Auszeichnungen
- 1988: Erster Preis der Nationalen Kulturwoche (SNC) in Burkina Faso in der Gruppe seines Vaters
- 1998: Erster Preis der Nationalen Kulturwoche (SNC) in Burkina Faso mit seiner Gruppe Landaya
- 2011: Gewinner des „Austrian World Music Award“ mit seiner Gruppe Percussion Mania[4]
- 2012: Gewinner des „Grand Prix“ mit seiner Gruppe Percussion Mania  und „Prix de la Virtuosite“ für sein Balafonspiel  des Festivals „Triangle du Balafon“ in Mali[5]
- 2016: Ritter des Nationalen Ordens von Burkina Faso (2016)[6]
- 2019 Bester internationaler Musiker aus Burkina Faso (CANA/Ouagadougou)

## Diskografie

### Alben
- 2001: Sababu Man Dogo
- 2002: Keneya (Neuauflage 2019)
- 2003: Sira Fila
- 2005: Folikelaw
- 2008: Kamalenya
- 2009: Sambla Fadenya: The Art of Sadama Diabate
- 2009: Tusia Fadenya: The Art of Daouda Diabate
- 2010: Yala
- 2010: Fenba (Neuauflage 2019)
- 2011: Kanuya
- 2012: Mutua
- 2014: Masaba Kan
- 2015: Barokan
- 2016: Douba Foli: Noir et Blanc
- 2019: Nakan
- 2021: Seengwa